# HC Aschersleben
Der HC Aschersleben  ist ein deutscher Handballverein aus Aschersleben in Sachsen-Anhalt. Der Verein ist ein reiner Handballverein und wurde im Jahre 2006 gegründet. Er ging aus der Handball-Abteilung des SV Lokomotive Aschersleben hervor und ist mit über 80 Spielern in fünf gemeldeten Mannschaften (Reserve, Jugend und Senioren) überregional vertreten.

## Vereinsgeschichte
Die Handballabteilung des SV Lok Aschersleben wurde 1952 gegründet. Die ersten Jahre spielte die I. Herrenmannschaft auf Kreisebene, später in der Bezirksliga Halle.
Ab 1990 spielte die I. Herrenmannschaft in der Verbands-Oberliga Sachsen-Anhalt.
1995 wurde die Handballabteilung des PSV Aschersleben im Männer- und Frauenbereich mit der des SV Lok Aschersleben zusammengelegt und der Verein spielte nun unter dem neuen Namen Lok/PSV Aschersleben.
In der Saison 2005/06 wurde die Mannschaft Dritter der Liga und stieg nur auf, weil die beiden Erstplatzierten Jessener SV und SV Irxleben aus finanziellen Gründen auf den Aufstieg verzichteten.
Im Juni 2006 wurde die gesamte Handball-Abteilung ausgegliedert und als HC Aschersleben neu gegründet.
Der russische Weltmeister und Olympiasieger Dmitri Filippow konnte 2007 als Spielertrainer gewonnen werden.
Im ersten Regionalliga Jahr konnte der Club die Klasse noch nicht halten, aber bereits im Jahre 2008 gelang der Wiederaufstieg in die Regionalliga-Nord durch den Gewinn der Landesmeisterschaft.
Den bisher größten Erfolg der Vereinsgeschichte gelang der Mannschaft in der Saison 2009/10 mit dem Gewinn der Meisterschaft in der Regionalliga Nord und dem Aufstieg in die 2. Bundesliga (Nord). Nach einer Saison stieg der Verein direkt wieder ab und spielte fortan in der 3. Liga, aus der er 2014 in die Oberliga Mitteldeutschland abstieg. In der Saison 2021/22 konnte man den Abstieg in der Play-down-Runde verhindern.

## Die Saisonbilanzen
| Saison  | Liga                       | Platz | Spiele | Tore       | Diff. | Punkte  |
| ------- | -------------------------- | ----- | ------ | ---------- | ----- | ------- |
| 2006/07 | Regionalliga Nord          | 16.   | 32     | 963 : 1051 | − 88  | 15 : 49 |
| 2007/08 | Oberliga Sachsen-Anhalt    | 1.    | 24     | 949 : 762  | + 187 | 46 : 6  |
| 2008/09 | Regionalliga Nord          | 5.    | 30     | 943 : 933  | + 10  | 38 : 22 |
| 2009/10 | Regionalliga Nord          | 1.    | 30     | 933 : 881  | + 52  | 42 : 18 |
| 2010/11 | 2. Bundesliga Nord         | 17.   | 32     | 860 : 1058 | - 198 | 5 : 59  |
| 2011/12 | 3. Liga Ost                | 13.   | 30     | 857 : 887  | - 30  | 23 : 37 |
| 2012/13 | 3. Liga Ost                | 12.   | 30     | 851 : 880  | - 29  | 25 : 35 |
| 2013/14 | 3. Liga Ost                | 14.   | 30     | 746 : 791  | - 45  | 17 : 43 |
| 2014/15 | Oberliga Mitteldeutschland | 11.   | 26     | 803 : 801  | + 2   | 25 : 27 |
| 2015/16 | Oberliga Mitteldeutschland | 2.    | 26     | 772 : 727  | + 45  | 35 : 17 |
| 2016/17 | Oberliga Mitteldeutschland | 4.    | 28     | 764 : 755  | + 9   | 33 : 23 |
| 2017/18 | Oberliga Mitteldeutschland | 6.    | 26     | 678 : 670  | + 8   | 29 : 23 |
| 2018/19 | Oberliga Mitteldeutschland | 7.    | 26     | 672:670    | + 2   | 25 : 27 |
| 2019/20 | Oberliga Mitteldeutschland | 12.   | 21     | 553:595    | -42   | 14:28   |
| 2020/21 | Oberliga Mitteldeutschland |       |        |            |       |         |
| 2021/22 | Oberliga Mitteldeutschland | 12.   | 14     | 355:379    | -24   | 10:18   |